# Neoterebra larvaeformis
Neoterebra larvaeformis é uma espécie de gastrópode do gênero Neoterebra, pertencente a família Terebridae.